# Derek Bok
Derek Curtis Bok, född 22 mars 1930 i Bryn Mawr, Pennsylvania, är en amerikansk jurist. Han var rektor för Harvard University 1971–1991 och var tillförordnad rektor för samma universitet, från det att Lawrence Summers avgått i början av juli 2006, fram till 30 juni 2007.
Bok är gift med Sissela Bok, dotter till Gunnar och Alva Myrdal. Filosofen Hilary Bok är hans dotter.
Bok studerade vid Stanford University, Harvard Law School och George Washington University. Han var dekanus vid Harvard Law School 1968–1971.